# Igreja Católica em Botsuana
A Igreja Católica em Botsuana, ou Botswana, é parte da Igreja Católica universal, em comunhão com a liderança espiritual do Papa, em Roma, e da Santa Sé. O país é um dos poucos países africanos politicamente estáveis, e esse fator contribui para uma boa relação entre os grupos religios. Ainda que o cristianismo seja a religião majoritária, uma porcentagem crescente da população cristã está aderindo a crenças não religiosas.

## História
Os padres espiritanos estabeleceram as primeiras missões católicas por volta de 1880, mas não tiveram êxito. Em 1889, o território foi confiado aos Oblatos de Maria Imaculada, os membros desta congregação vindos da Alemanha começaram a trabalhar na seção sul a partir de 1923, estabelecendo uma missão perto de Gaborone cinco anos depois. Em 1930, os missionários estabelecidos em Mariannhill passaram a explorar as regiões ao norte. A Prefeitura Apostólica de Bechuanalândia, criada em 1959 e confiada aos passionistas, incluía todo o país.
Embora a Igreja tenha apoiado a política do país de abrigar os refugiados das políticas do apartheid da vizinha África do Sul durante a segunda metade do século XX, na década de 1990, a tensão de apoiar as populações de refugiados da África do Sul e da Rodésia devastada pela violência havia se mostrado prejudicial. Enquanto para alguns refugiados mais abastados, Botsuana serviu como ponto de parada para adquirir transporte aéreo para outros locais, para milhares de outros serviu como lar temporário durante a espera pelo retorno da estabilidade política e social nos seus países de origem. A ajuda internacional atendeu às necessidades dos refugiados em certa medida, mas o número crescente da demanda e o atraso na chegada da ajuda causaram um sofrimento considerável entre os recém-chegados. Devido à crescente riqueza da região, devido à mineração de diamantes, a Igreja pôde passar de auxiliar o povo botsuanês em questões de sobrevivência para lidar com questões como desemprego, vida familiar e combater os efeitos negativos causados pelo aumento da riqueza.

## Atualmente
Em 2000, a Igreja Católica ainda permanecia uma fé minoritária em Botsuana e possuía 42 paróquias, sete padres diocesanos e 40 padres de ordens religiosas, e aproximadamente cinco irmãos e 40 irmãs. A Igreja operava nove escolas primárias e seis escolas secundárias no país. Um dos desafios enfrentado pela Igreja botsuanesa foi o de adaptar os ensinamentos da Igreja à cultura da região. Outro grande desafio é a catástrofe que o catolicismo enfrenta junto à área da saúde enfrenta é a disseminação da AIDS, a qual foi estimada como tendo infectado um terço da população em 2000 — a mais alta taxa de infecção do mundo.
São feriados nacionais as seguintes datas da Igreja Católica: Sexta-feira Santa, Segunda-feira de Páscoa, Dia da Ascensão e Natal. Em visita ad limina apostolorum a Roma, os bispos botsuaneses, suazis e sul-africanos se encontraram com o Papa Francisco, que pediu a eles que criassem condições para que seus povos pudessem ter contato pessoal com Jesus.
| “ | Aprecio que vós, bispos do Botsuana, da África do Sul e da Suazilândia, estejais unidos aos vossos povos nos ambientes onde eles vivem trabalham e estudam, solidários com o grande número de desempregados nos vossos países. A maior parte das pessoas consegue identificar-se imediatamente com Jesus, que era pobre e marginalizado, que não dispunha de um lugar onde reclinar a cabeça. Respondendo a estas exigências pastorais, peço-vos que ofereçais, além do vosso auxílio material, mais ajuda espiritual e uma sólida orientação moral, recordando que a ausência de Cristo é a maior de todas as formas de pobreza. Também aqui devemos encontrar modos novos e criativas para ajudar as pessoas a encontrar Cristo através de uma compreensão mais profunda da fé. | ” |
|   | — Papa Francisco aos bispos da Conferência dos Bispos Católicos da África Austral em visita ad limina apostolorum. |   |

Em 2 de outubro de 2017, o Papa Francisco elevou o Vicariato Apostólico de Francistown a Diocese. Em 2018 o país recebeu a visita do secretário da Congregação para a Evangelização dos Povos, Dom Protase Rugambwa. Os principais objetivos foram conhecer melhor a vida e a missão da Igreja local, reconhecer os resultados alcançados com a evangelização e encorajar as lideranças missionárias. A visita também incluiu a Namíbia.

## Organização territorial
A Igreja Católica está presente no território duas dioceses: a Diocese de Gaborone e a Diocese de Francistown, ambas sufragâneas da Arquidiocese de Pretória, pertencente à Igreja Católica na África do Sul.
| Circunscrições eclesiásticas católicas de Botsuana | Circunscrições eclesiásticas católicas de Botsuana | Circunscrições eclesiásticas católicas de Botsuana | Circunscrições eclesiásticas católicas de Botsuana | Circunscrições eclesiásticas católicas de Botsuana |
| Circunscrição                                      | Ano de ereção                                      | Catedral                                           | Mapa                                               | Ref.                                               |
| -------------------------------------------------- | -------------------------------------------------- | -------------------------------------------------- | -------------------------------------------------- | -------------------------------------------------- |
| Diocese de Francistown                             | 1998                                               | Catedral de Nossa Senhora do Francistown           |                                                    | [ 25 ]                                             |
| Diocese de Gaborone                                | 1959                                               | Catedral do Cristo Rei                             |                                                    | [ 26 ]                                             |

## Conferência Episcopal
Os bispos de Botsuana são membros da Conferência dos Bispos Católicos da África Austral, que também inclui os episcopados da África do Sul e de Essuatíni, e foi criada em 1958.

## Nunciatura Apostólica
Em 2000 a Santa Sé estabeleceu a Delegação Apostólica de Botsuana, que foi elevada à categoria de Nunciatura Apostólica em 7 de fevereiro de 2009. A sede está localizada na cidade de Pretória, na África do Sul.